# Kunishige Kamamoto
 (10 août 2025).
Le texte peut changer fréquemment, n’est peut-être pas à jour et peut manquer de recul. N’hésitez pas à participer, en veillant à citer vos sources.
Pour les articles homonymes, voir Kamamoto.
Kunishige Kamamoto (釜本 邦茂, Kamamoto Kunishige), né le 15 avril 1944 à Kyoto et mort le 10 août 2025, est un footballeur international japonais évoluant au poste d'attaquant entre 1964 et 1984.

## Biographie
Kamamoto est né à Kyoto le 15 avril 1944. Il grandit dans cette même ville et effectue sa scolarité au lycée Yamashiro. Il est admis à l'université Waseda où il étudie le commerce. Il fait partie de l'équipe de football universitaire du Kanto, où il fait partie des meilleurs buteurs quatre années d'affilée. Il remporte également la Coupe de l'empereur en 1963 et en 1966. Il obtient sa licence de l'université Waseda en 1967.
Il est considéré par la Fédération japonaise de football comme le meilleur buteur de l'histoire du Japon en équipe nationale avec 75 buts (incluant un sextuplé, un quintuplé, un quadruplé et cinq triplés) en 76 sélections, soit un ratio de 0,99 but par match. Néanmoins, ses 16 matchs joués aux Jeux olympiques (et 21 buts) ne sont pas officiellement reconnus comme des matchs internationaux « A ». Avec l'équipe du Japon, il est médaillé de bronze aux Jeux olympiques de Mexico où il termine meilleur buteur de la compétition.
Il est également la première star de la Japan Soccer League inscrivant 202 buts en 251 matchs avec les Yanmar Diesel. Il est meilleur buteur de la JSL en 1968, 1970, 1971, 1974, 1975, 1976.
Il est membre de la Chambre des conseillers du 23 juillet 1995 au 22 juillet 2001.
Il est aussi vice-président de la Fédération japonaise de football de 1998 à 2008, et en 2005 il fait son entrée dans le Japan Football Hall of Fame.

## Palmarès

### Japon
- Médaille de bronze aux Jeux olympiques d'été de 1968

### Yanmar Diesel
- Champion du Japon en 1971, 1974, 1975 et 1980
- Vainqueur de la Coupe du Japon en 1968, 1970 et 1974
- Finaliste de la Coupe du Japon en 1971, 1972, 1976, 1977 et 1983
- Vainqueur de la Coupe de la Ligue japonaise en 1983 et 1984

### Distinctions personnelles
- Meilleur buteur de l'histoire de l'Équipe du Japon de football
- Meilleur buteur des Jeux-Olympiques d'été : 1968
- Footballeur japonais de l'année : 1966, 1968, 1971, 1974, 1975, 1980, 1981
- Meilleur buteur de l'histoire du Yanmar Diesel
- Meilleur buteur du Championnat du Japon de football : 1968, 1970, 1971, 1974, 1975, 1976 et 1978 (partagé avec Carvalho)
- Membre du J.League Best Eleven (appelé à l'époque "Team of the year") : 1967, 1968, 1969, 1970, 1971, 1972, 1974, 1975, 1976, 1977, 1978, 1979, 1980, 1981
- Meilleur passeur du Championnat du Japon de football : 1973 et 1975
- Japan Soccer League Star Ball Award : 1967, 1968, 1970, 1971 et 1972
- Japan Soccer League Fighting Spirit Award : 1968
- Japan Soccer League 100 goals Award : 1974
- Japan Soccer League 200 goals Award : 1981